# 杉並病

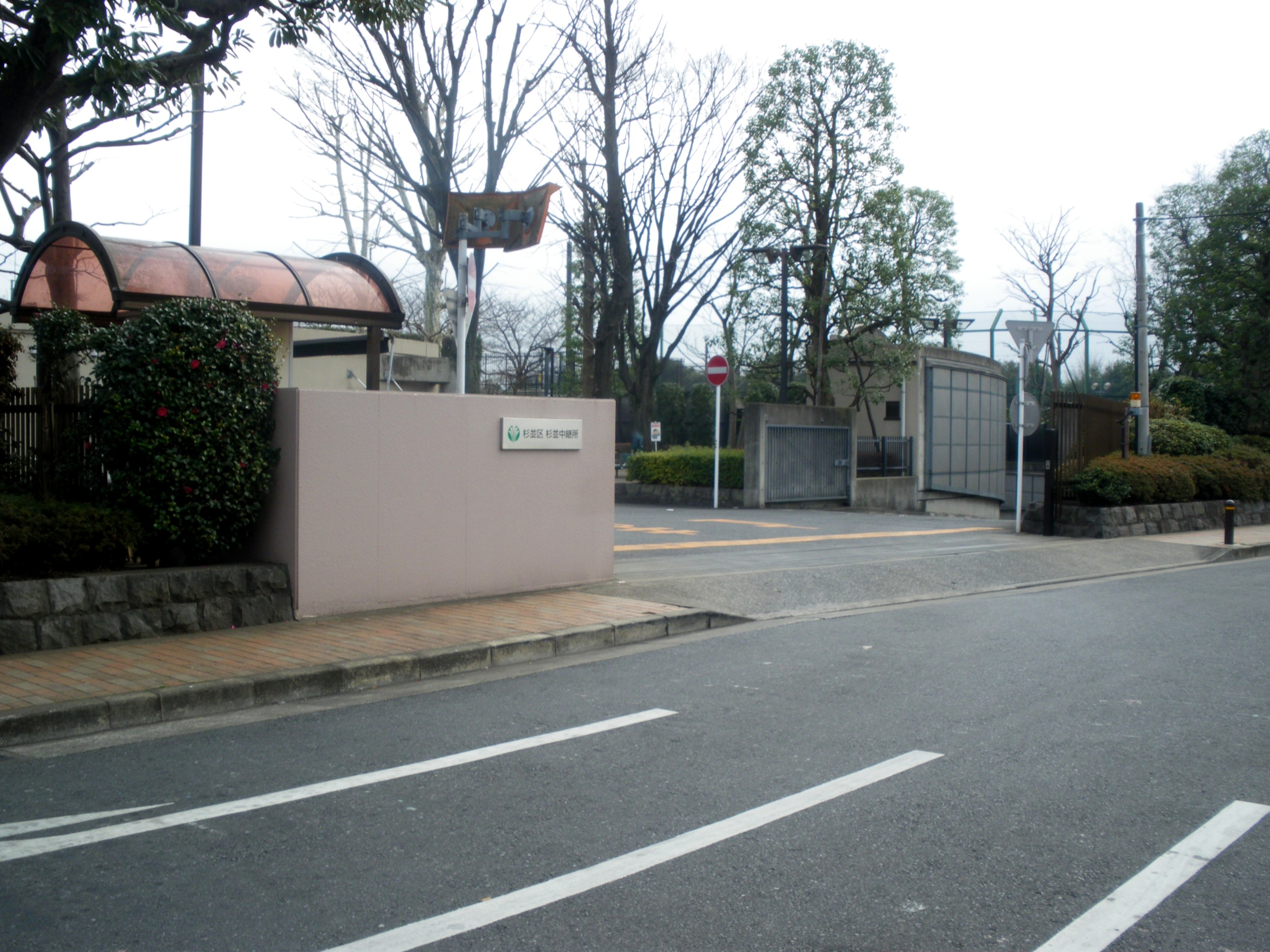
『杉並病』の発生施設とも言われていわれていた『杉並中継所』（2009年1月撮影。東京都杉並区井草）。区立井草森公園の隣にある。

杉並病（すぎなみびょう）は、東京都杉並区の不燃ごみ中継施設「杉並中継所」周辺で発生した健康被害の俗称である。

## 経緯
不燃ごみ中継施設「杉並中継所」は、収集した不燃ごみを江東区の処理施設に運搬するに当たり、圧縮・積み替えを行うため建設されたものである。1996年の操業開始以降、付近で異臭や住民の体調不良が多く発生した。
症状は呼吸器系・目・皮膚など多岐にわたり、呼吸困難となり入院を余儀なくされたという重症例もあった。被害を受けた住民や市民団体の中には、廃プラスチック処理の過程で生じるプラスチック由来物質であると主張しているものもあった。
2002年、住民の申請により公害等調整委員会が被害の原因は杉並中継所の操業に伴って排出された化学物質である旨の裁定が行われた。
この裁定では、1996年（平成8年）4月から8月の間の周辺住民18名のうち14名については、主に硫化水素が原因とされる健康被害を受けたと判定された。この判定には、この期間、杉並中継所は適切な換気設備を備えていなく、また、未処理の排水に含まれていた硫化水素等が住宅内の配管や道路上の雨水桝から放出されたことが原因とされている。この14名については、都は損害賠償を行った。
一方、1996年9月以降については、住民から報告された健康被害と杉並中継所との間の直接的な因果関係は認められなかった。これは、健康被害が中継所周辺に集中しているとは言えないことと、大気測定結果から健康不調と中継所の操業とを関連付けることは難しかったからである。また、住民が訴えた、いわゆる「化学物質過敏症」については、科学的知見に基づいた概念で説明することも困難であった。
その後、家庭から出る不燃ごみが減少したことから杉並中継所は2009年3月31日をもって廃止された。跡地については、災害時の防災拠点としての活用を目指して計画が進められている